# 1993年9月逝世人物列表
1993年逝世人物列表：1月 - 2月 - 3月 - 4月 - 5月 - 6月 - 7月 - 8月 - 9月 - 10月 - 11月 - 12月
1993年9月逝世人物列表，是用於匯總1993年9月期間逝世人物的列表。

## 依日期排序

### 1日
- 哈桑·阿卜杜拉耶夫，75歲，蘇聯和亞塞拜然物理學家和學者。
- 湯瑪斯·布羅迪（Thomas Brodie），89歲，英國陸軍軍官。
- 奧德爾·M·科諾利，79歲，美國海軍陸戰隊準將。
- 弗里茨·克雷默（Fritz Cremer），86歲，德國雕塑家。[1]
- 休·洛里默，86歲，蘇格蘭雕塑家。
- 伯尼·洛，75歲，美國音樂家。[2]
- 尼恩·帕克，52歲，美國畫家，漫畫家和插畫家，ALS。[3]
- 邁克爾·索貝爾，100歲，英國商人，慈善家和純種賽馬擁有者。
- 阿列克謝·瓦霍寧（Aleksey Vakhonin），58歲，俄羅斯舉重運動員和奧運冠軍，在鬥毆中受傷。[4]

### 2日
- 埃里克·貝瑞，80歲，英國演員，癌症。
- Dragotin Cvetko，81歲，斯洛維尼亞作曲家和音樂學家。[5]
- 卡爾·安東尼·費雪，47歲，美國羅馬天主教主教，結直腸癌。
- 英格瓦·莫伊（Ingvar Moe），56歲，挪威詩人、小說家和兒童作家。
- Russel B. Nye，80歲，美國英語教授，普利策獎獲得者。[6]

### 3日
- 埃里克·巴頓，79歲，英國橄欖球運動員。
- 大衛·布朗，89歲，英國實業家。[7]
- 何塞普·瑪麗亞·德·波西奧萊斯·伊·科洛默（Josep Maria de Porcioles i Colomer），89歲，西班牙政治家和巴塞羅那市長，心臟病發作。
- 唐·科比特，69歲，美國橄欖球運動員。[8]

### 4日
- 湯米·錢德爾，74歲，英國足球運動員。
- Baltasar Lobo，83歲，西班牙藝術家、無政府主義者和雕塑家。[9]
- Johnny Rae，59歲，美國爵士鼓手和顫音手。
- 埃爾韋·維勒查茲，50歲，法裔美國演員（《幻想島》、《金槍人》、《飛機II：續集》）和畫家，自殺。[10]
- 亞倫·維爾達夫斯基（Aaron Wildavsky），63歲，美國政治學家，肺癌。[11]

### 5日
- 譚至剛，18歲，台灣男藝人，童星出身。
- 白斗鎮，84歲，韓國政治家和韓國總理。
- 薩米姆·科卡格（Samim Kocagöz），77歲，土耳其小說家。
- 埃德溫·馬林丁（Edwin Malindine），83歲，英國政治家。[12]
- 維爾吉利奧·莫塔里（Virgilio Mortari），90歲，義大利作曲家和教師。[13]
- 克勞德·雷諾阿，79歲，法國電影攝影師。[14]
- 約翰·特魯斯科特（John Truscott），57歲，澳大利亞演員、製作和服裝設計師，心臟手術併發症。

### 6日
- 彼特·貝內特，65歲，加拿大足球運動員。
- Bjarne Liller，57歲，丹麥爵士音樂家、創作歌手和演員。
- A. L. F. Rivet，77歲，英國考古學家和製圖師。[15]
- 保羅·亞瑟·希爾普（Paul Arthur Schilpp），96歲，德裔美國哲學家和教育家。[16]

### 7日
- Eugen Barbu，69歲，羅馬尼亞作家和記者。[17]
- 霍爾·巴特利特，70歲，美國電影製片人、導演和編劇。[18]
- Jean-Pierre Büchler，85歲，盧森堡政治家。
- Lefty Dizz，56歲，美國芝加哥藍調吉他手和歌手，食道癌。[19]
- 布魯諾·喬治（Bruno Giorgi），88歲，巴西雕塑家。[20]
- 克利斯蒂安·梅茨，61歲，法國電影理論家，自殺。

### 8日
- 樊尚·德西爾，78歲，美國生理學家和昆蟲學家。[21]
- 彼得·希金斯，64歲，英國運動員和奧運獎牌得主。[22]
- 扎基·納吉布·馬哈茂德（Zaki Naguib Mahmoud），88歲，埃及知識份子和哲學家。[23]
- 托爾·斯克約斯伯格（Tor Skjønsberg），90歲，二戰期間的挪威抵抗運動領袖。

### 9日
- 吉米·迪奧查（Jimmy Deuchar），63歲，蘇格蘭爵士小號手和大樂隊編曲家。[24]
- 阿特·麥尼，80歲，美國歌手和樂隊領隊。
- 海倫·奧康奈爾（Helen O'Connell），73歲，美國大樂隊歌手和演員，肝癌。[25]
- 大衛·坦德拉，84歲，美國動畫師。[26]

### 10日
- 加尼特·奥尔特，87歲，加拿大游泳運動員和奧運獎牌得主。[27]
- 尼古拉斯·貝亞德·迪爾（Nicholas Bayard Dill），87歲，百慕達政治家和軍官，心臟病發作。
- 朱利安·弗洛德（Julien Freund），72歲，法國社會學家和哲學家。[28]
- 哈納肇，63歲，日本演員。
- 查爾斯·哈里斯，79歲，美國網球運動員。
- 卡爾·霍華德（Cal Howard），82歲，美國卡通故事藝術家和動畫師。[29]
- 麗塔·卡琳（Rita Karin），73歲，波蘭裔美國女演員（《蘇菲的選擇》）。[30]
- 迈因拉德·米尔滕贝格尔（Meinrad Miltenberger），68歲，德國皮划艇運動員和奧運選手。[31]
- 约瑟夫·奥德洛日尔，54歲，捷克中長跑運動員和奧運獎牌得主，賽后併發症。[32]
- 克里斯特·威克曼（Krister Wickman），69歲，瑞典政治家。

### 11日
- 路易士·安東尼奧·埃斯科瓦爾，68歲，哥倫比亞作曲家和音樂學家。[33]
- 海地商人和民主活動家安托萬·伊茲梅裡（Antoine Izméry）被槍殺。
- 查理斯·拉蒙特，98歲，美國電影製片人，肺炎。[34]
- 埃里希·萊因斯多夫，81歲，奧地利裔美國指揮家。[35]
- Mary Jane Reoch，48歲，美國自行車冠軍，交通事故。[36]

### 12日
- 雷蒙德·伯爾，76歲，加拿大裔美國演員（佩里·梅森、《後窗》、《艾恩賽德》）、艾美獎得主（1959 年、1961 年），腎癌。[37]
- Hitendra Kanaiyalal Desai，78歲，印度政治家。
- Baligh Hamdi，61歲，埃及作曲家，肝病。[38]
- 葛蘭尼·漢姆納，66歲，美國職業棒球大聯盟球員。[39]
- 哈羅德·英諾森，60歲，英國演員（《亨利五世》、《羅賓漢：盜賊王子》、《巴斯特》）。[40]
- 伊迪絲·基爾，89歲，德國電影製片人、編劇和導演。
- 沃爾特·甘肖夫·范德梅施（Walter Ganshof van der Meersch），93歲，比利時法學家和政治家。

### 13日
- Austregésilo de Athayde，94歲，巴西作家和記者。[41]
- 史蒂夫·喬丹，74歲，美國爵士吉他手。[42]
- 帕維爾·庫巴，55歲，捷克足球運動員。[43]
- 佐佐木康，85歲，日本電影導演。
- 卡尔·乌斯，86歲，美國冰球運動員。[44]

### 14日
- 阿德里安娜·艾倫（Adrianne Allen），86歲，英國舞台劇演員，癌症。[45]
- Geo Bogza，85歲，羅馬尼亞前衛理論家、詩人和記者。[46]
- 埃尔林·孔斯海于格，78歲，挪威步槍射擊運動員和奧運會冠軍。[47]
- Sheelagh Murnaghan，69歲，北愛爾蘭政治家。
- 葛籣·斯邁利（Glenn E. Smiley），83歲，美國神職人員和民權領袖。[48]
- 彼得·特蘭切爾，71歲，英國作曲家。[49]
- Solange Térac，86歲，法國編劇和電影導演。[50]

### 15日
- 伊桑·艾倫，89歲，美國棒球運動員。[51]
- 莫里斯·阿林厄姆（Maurice Allingham），97歲，澳大利亞足球運動員。
- 皮諾·普格利西（Pino Puglisi），56歲，義大利羅馬天主教神父，被黑手黨殺害。
- 尤利安·谢苗诺维奇·谢苗诺夫，61歲，蘇聯和俄羅斯作家，編劇和詩人。
- 塚脇伸作，62歲，日本體操運動員和奧運選手。[52]
- 莫里斯·亚梅奥果（Maurice Yaméogo），71歲，上沃爾特共和國總統（1959—1966年）[53]

### 16日
- František Jílek，80歲，捷克指揮家、作曲家和鋼琴家。[54]
- 席德·庫勒（Sid Kuller），82歲，美國喜劇作家、製片人和作曲家。[55]
- 亨利·拉博德（Henri LaBorde），84歲，美國鐵餅擲手和奧運選手。[56]
- J. R. Monterose，66歲，美國爵士薩克斯管演奏家。[57]
- 烏哲魯·露娜可，72歲，澳大利亞原住民政治活動家和藝術家。[58]
- 薇拉·奧爾洛娃，75歲，蘇聯和俄羅斯女演員。
- Rok Petrovič，27歲，南斯拉夫和斯洛維尼亞高山滑雪運動員和奧運選手，溺水身亡。[59]

### 17日
- 托馬斯·羅伯特·香農·布勞頓（Thomas Robert Shannon Broughton），93歲，加拿大古典學者和拉丁語編纂者。[60]
- 詹姆斯·格里菲斯，77歲，美國演員、音樂家和編劇，癌症。[61]
- 喬恩·耶拉西奇，56歲，美國橄欖球運動員。[62]
- Willie Mosconi，80歲，美國檯球運動員，心臟病發作。[63]
- 克利斯蒂安·尼比，80歲，美國電影導演（《異世界之物》）。[64]
- Tarzie Vittachi，71歲，斯裡蘭卡記者，肝癌。

### 18日
- 阿里斯·康斯坦丁尼迪斯，80歲，希臘現代主義建築師。[65]
- Henrietta Leaver，77歲，美國選美選手，癌症。[66]
- 漢斯·施瓦岑巴赫（Hans Schwarzenbach），80歲，瑞士馬術和奧運獎牌得主。[67]
- 阿西特·森，76歲，印度印地語電影導演和喜劇演員。

### 19日
- 海倫·亞當，83歲，蘇格蘭詩人、合作者和攝影師。[68]
- 阿特·伯里斯，69歲，美國籃球運動員。[69]
- 約翰·戴蒙（John E. Dimon），77歲，美國政治家。[70]
- Marcel Mariën，73歲，比利時藝術家和電影製片人，癌症患者。[71]
- 安德拉斯·米哈伊，75歲，匈牙利大提琴家、作曲家和學術教師。[72]
- 穆夫提·穆罕默德·瓦卡魯丁（Mufti Muhammad Waqaruddin），78歲，巴基斯坦伊斯蘭學者。

### 20日
- 埃德溫·布朗特，75歲，英格蘭足球運動員。
- 埃里希·哈特曼（Erich Hartmann），71歲，德國戰鬥機飛行員，二戰期間最成功的戰鬥機王牌，腦癌。
- 茲拉特科·馬謝克，64歲，南斯拉夫運動射擊運動員和奧運選手。[73]
- 倫納德·帕金（Leonard Parkin），64歲，英國電視記者和新聞播音員，癌症。
- 漢斯·蘇斯，83歲，奧地利物理學家。[74]
- Cyrus Leo Sulzberger II，80歲，美國記者、日記家和非小說作家。[75]

### 21日
- 喬·達赫爾，80歲，美國大學籃球和橄欖球教練。
- Fernand Ledoux，96歲，比利時-法國電影和戲劇演員。[76]
- 安東尼奧·金塔納·西蒙內蒂（Antonio Quintana Simonetti），74歲，古巴現代主義建築師。
- 弗朗西斯·韦尔登（Francis Weldon），80歲，英國馬術和奧運冠軍。[77]

### 22日
- 莫里斯·阿布拉瓦內爾，90歲，美國古典音樂指揮家。[78]
- 埃米利奧·博廷（Emilio Botín），90歲，西班牙銀行家。[79]
- 尼克勞斯·邁恩伯格（Niklaus Meienberg），53歲，瑞士作家和調查記者，自殺。
- Mihai Tänzer，88歲，羅馬尼亞足球運動員。[80]

### 23日
- 湯米·博根，73歲，蘇格蘭足球運動員。[81]
- 威廉·科特，57歲，美國演員[82]
- 邁爾·加爾彭，90歲，蘇格蘭政治家。
- 开田幸一，55歲，日本游泳運動員和奧運獎牌得主。[83]
- 查爾斯·洛格林，79歲，英國政治家。[84]

### 24日
- 伊恩·斯圖爾特·唐納森（Ian Stuart Donaldson），36歲，英國新納粹音樂家，朋克搖滾樂隊Skrewdriver的主唱，車禍。
- 齊塔·約翰，89歲，奧地利裔美國女演員。[85]
- 布魯諾·龐蒂科夫，80歲，義大利和蘇聯核物理學家，帕金森病。[86]
- 塔瑪拉·塔爾博特·賴斯，89歲，俄裔英國藝術史學家。[87]

### 25日
- 威利·菲茨，75歲，奧地利足球運動員和教練。
- 弗朗西斯·雷蒙德·福斯伯格（Francis Raymond Fosberg），85歲，美國植物學家。[88]
- 約翰·摩爾斯，97歲，英國商人、政治家和慈善家。[89]
- Manlio Scopigno，67歲，義大利足球運動員和教練，心臟病發作。[90]

### 26日
- 尼娜·貝爾貝羅娃（Nina Berberova），92歲，俄羅斯作家，墜落。[91]
- 弗蘭克·鄧拉普，69歲，加拿大足球運動員。
- 謝苗·帕夫洛維奇·伊萬諾，86歲，蘇聯將軍和蘇聯英雄。
- 伊迪絲·邁澤，95歲，美國作家和演員。[92]
- 約翰·彭奈爾，53歲，美國撐桿跳運動員、奧運選手和世界紀錄保持者，癌症。[93]

### 27日
- 保羅·卡爾達雷拉，29歲，義大利男子水球運動員[94]
- 吉米·杜利特爾（Jimmy Doolittle），96歲，美國軍事將領，航空先驅，榮譽勳章獲得者。[95]
- 福瑞澤·麥克弗爾森，65歲，加拿大爵士音樂家。
- 米蘭·穆什卡蒂羅維奇，59歲，波斯尼亞和黑塞哥維那男子水球運動員。[96]
- 蘇呼米大屠殺中遇害者[97]
  - 瑪米亞·阿拉薩尼亞（Mamia Alasania），50歲，喬治亞武裝部隊上校
  - 亞歷山大·貝魯拉瓦，47歲，喬治亞記者、作家和人權活動家
  - 勞爾·埃什巴，49歲，喬治亞政治家[98]
  - 古拉姆·加比斯基里亞，46歲，喬治亞政治家，蘇呼米市長[99]
  - 久利·沙爾塔瓦，49歲，喬治亞政治家和阿布哈茲總理[100]
  - 安德列·索洛維耶夫，40歲，蘇聯和俄羅斯戰地攝影師

### 28日
- 彼得·德弗里斯，83歲，美國編輯和小說家。[101]
- Chandrashekhar Dubey，69歲，印度演員和廣播名人。
- Paul Giguet，78歲，法國自行車賽車手。[102]
- Crawford Greenewalt，91歲，美國化學工程師，中風。[103]
- 加林娜·馬卡羅夫，73歲，蘇聯和白俄羅斯戲劇和電影女演員。
- 杜米特魯·帕夫洛維奇，81歲，羅馬尼亞足球運動員。[104]

### 29日
- 馬泰·博爾，80 歲，斯洛維尼亞作家。
- 53 歲的澳大利亞概念藝術家伊恩·伯恩（Ian Burn）溺水身亡。[105]
- 戈登·道格拉斯（Gordon Douglas），85歲，美國電影導演和演員，癌症。[106]
- 塔蒂亞娜·格索夫斯基（Tatjana Gsovsky），92歲，德國芭蕾舞演員和編舞家。[107]
- 摩西·辛瓦拉（Moses Simwala），44歲，尚比亞足球運動員和教練。
- Ghulam Haider Wyne，43歲，巴基斯坦政治家，被謀殺。

### 30日
- 羅尼·奧爾德裡奇（Ronnie Aldrich），77歲，英國易聽爵士音樂家，前列腺癌。[108]
- Jean Brun，67歲，瑞士自行車手。[109]
- 迪克·哈裡斯（Dick Harris），81歲，澳式橄欖球運動員和教練。
- 亞歷克斯·里昂（Alex Lyon），61歲，英國政治家，阿爾茨海默病。[110]
- 卡洛·芬奇，87歲，美國動畫師。[111]